# Зарто Баллерт
Зарто Баллерт (нім. Sarto Ballert; 21 квітня 1917, Санкт-Петербург — 31 січня 1945, Балтійське море) — німецький офіцер-підводник, капітан-лейтенант крігсмаріне.

## Біографія
9 жовтня 1937 року вступив на флот. З 11 травня 1940 року — вахтовий офіцер на мінному тральщику M1303, з 20 червня 1941 року — на M152. З 31 січня по 5 вересня 1943 року пройшов курс підводника, 6-30 вересня — курс позиціонування (радіовимірювання), з 1 жовтня по 14 листопада — курс командира підводного човна. З 15 листопада 1943 року — вахтовий офіцер на підводному човні U-198. 3 грудня 1943 року переданий в розпорядження 12-ї флотилії. З 16 грудня 1943 року — 2-й вахтовий офіцер на U-758, на якому взяв участь в одному поході (16 грудня 1943 — 20 січня 1944). 12 квітня 1944 року переданий в розпорядження 6-ї флотилії. З 25 червня по 31 липня 1944 року — командир навчального човна U-1166. 1 серпня 1944 року направлений на будівництво U-3520. З 12 січня 1945 року — командир U-3520. 31 січня 1945 року човен підірвався на міні в Балтійському морі. Всі 85 членів екіпажу загинули.

## Звання
- Кандидат в офіцери (9 жовтня 1937)
- Морський кадет (28 червня 1938)
- Фенріх-цур-зее (1 квітня 1939)
- Оберфенріх-цур-зее (1 березня 1940)
- Лейтенант-цур-зее (1 травня 1940)
- Оберлейтенант-цур-зее (1 квітня 1942)
- Капітан-лейтенант (1 січня 1945)

## Нагороди
- Залізний хрест
  - 2-го класу (1940)
  - 1-го класу (2 жовтня 1942)
- Нагрудний знак мінних тральщиків (1941)
- Нагрудний знак «За поранення» в сріблі (2 жовтня 1942)